# Павильон № 5 «Животноводство» (Торговый городок)
Павильон № 5 «Животноводство» — пятый выставочный павильон Рязанской областной сельскохозяйственной, промышленной и строительной выставки, построенный в 1955 году под руководством архитектора Евгения Ларинского. Расположен на Фестивальной площади сразу за павильоном «Рязань». С восточной стороны площади симметрично располагается зеркальный павильон № 4 «Картофель и овощи». Отсюда начинается Главная аллея выставки.
В 2024 году павильон находится на реконструкции.

## История
Павильон был построен в августе-сентябре 1955 года Рязанским нефтеперерабатывающим заводом под руководством архитектора «Рязаньоблпроекта» Евгения Ларинского. Экспозиция предназначалась для демонстрации успехов и достижений в животноводческом секторе сельского хозяйства Рязанской области. Здесь были представлены успехи колхозов и совхозов по разделам: крупный рогатый скот, коневодство, овцеводство, свиноводство, кормодобывание. Рядом в небольших силосных башнях демонстрировались различные виды кукурузного силоса. Живые экспонаты были расположены на территории Животноводческого двора, который находился в южной части комплекса. С 1957 по 1991 года в здании павильона располагался один из магазинов рязанского горпродторга.
В 1992 году выкупившая комплекс корпорация «Торговый городок» начала перестройку двух зеркальных павильонов. К обоим зданиям были пристроены новые объёмы, позволяющие увеличить площадь торговых помещений. С 1996 года в здании расположился мебельный магазин. Затем, после банкротства корпорации здание было газифицировано для строительства котельной, которая расположилась в самовольной пристройке в арке второго парадного входа. На фестивальной площади, рядом с двумя павильонами были возведены металлические торговые ларьки. В плане реконструкции 2013 года от Администрации Рязани павильон предполагалось сохранить с учётом возведённой в начале 1990-х годов пристройки.
В 2023 году началась реконструкция павильона, во время которой зданию был возвращён первоначальный облик. Внутренние работы продолжаются в 2024 году.

## Архитектура
Кирпичное одноэтажное Г-образное в плане здание, располагающееся на Фестивальной площади и симметричное зеркальному павильону № 4. Парадный фасад здания украшен угловым ордерным портиком с пилястрами и капителями коринфского ордера. Второй портик устроен на дворовом фасаде. Здание венчает октагон в виде деревянной трёхъярусной башни с колоннами и высоким шпилем на кирпичном постаменте. Шпиль венчала пятиконечная золотая звезда. В отличие от зеркального павильона, в павильоне «Животноводство» не было третьего входа — арка его резолита глухая. Также «Животноводство» отличается от 4-го павильона резным растительным орнаментом, вырезанным в прямоугольных вставках под окнами парадного фасада.